# Johannes Kaiser (Politiker, 1976)

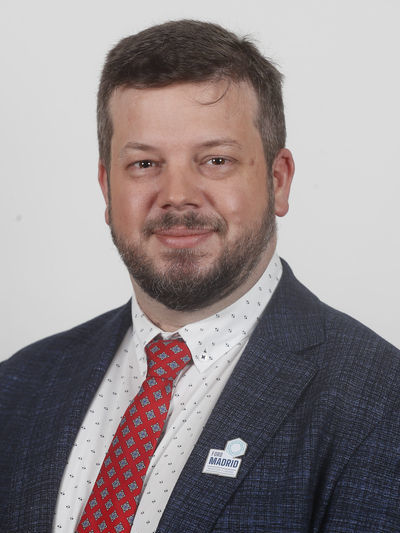
Johannes Kaiser (2022)

Johannes Maximilian Kaiser Barents-Von Hohenhagen (* 5. Januar 1976 in Santiago de Chile) ist ein chilenischer Politiker mit konservativen und libertären Positionen, der im Jahr 2024 die Nationallibertäre Partei gründete. Er ist seit März 2022 Abgeordneter und vertritt in dieser Rolle den 10. Wahlkreis der Metropolregion Santiago. Er ist ein möglicher Kandidat bei der Präsidentschaftswahl 2025, zuvor war er Mitglied der Republikanischen Partei.
Kaiser bezeichnet sich selbst als „reaktionär“. Zu seinen Kernpositionen gehören insbesondere seine historische Unterstützung des Putsch in Chile im Jahr 1973, seine Positionen zu Themen wie der illegalen Einwanderung nach Chile und das Recht, Waffen besitzen und tragen zu dürfen. Er sagte, er bereue es, „Dinge ohne Kriterien“ geäußert zu haben.
Außerdem gibt er an, paläoliberal zu sein, ein Sozialkonservativer, er ist gegen Abtreibung und ein Minimalist in Bezug auf die Rolle des Staates.

## Leben

### Familiengeschichte
Er wurde am 5. Januar 1976 in Santiago de Chile geboren, als ältester Sohn von Hans Christian Kaiser Wagner (auch bekannt als Juan Cristián) und Rosmarie Barents-von Hohenhagen Haensgen, aus einer Familie deutsch-chilenischer Abstammung.
Seine Großeltern väterlicherseits waren Rosemarie Wagner Schilling, eine Deutsch-Chilenin der vierten Generation, und ihr Ehemann, der deutsche Einwanderer Friedrich Ernst Kaiser Richter, der sich politisch als Sozialdemokrat definierte, kam 1936 als Flüchtling aus Württemberg nach Chile und entkam so dem Nationalsozialismus Deutschlands nach der Machtergreifung Adolf Hitlers und vor dem Zweiten Weltkrieg, nachdem er dessen Ausbruch vorausgesehen hatte.
Er heiratete seine Frau im April 1939 und ließ sich in Villarrica im Süden Chiles nieder, wo er als 9. Bürgermeister der Stadt gewählt wurde und von Mai 1956 bis Oktober 1957 amtierte.
Sein Vater war in der Nationalpartei als Jugendführer aktiv.
Er ist der Bruder von Axel Kaiser, einem chilenischen libertären Ideologen, Vanessa Kaiser, einer ehemaligen Stadträtin von Las Condes, und von Leif Kaiser, dem Vorsitzenden des chilenischen Schützenverbandes, sowie von drei weiteren weniger prominenten Geschwistern.

### Ausbildung und Arbeitsplätze
Seine ersten Schuljahre besuchte er unter anderem die Deutsche Schule Sankt Thomas Morus und die Deutsche Schule Santiago in Santiago sowie Schulen in Villarrica und Temuco, da seine Familie zwischen diesen Städten umzog. Seine letzten beiden Schuljahre absolvierte er an der Bernardo O’Higgins Militärakademie.
1995 schrieb er sich an der Universität Finis Terrae in Santiago für ein Jurastudium ein, das er jedoch nicht abschloss, und reiste später nach Deutschland, um an der Universität Heidelberg zu studieren, was er ebenfalls nicht beendete.
Danach zog er nach Innsbruck in Österreich, wo er in verschiedenen temporären Jobs arbeitete, unter anderem als Kellner, Hotelrezeptionist, Bauarbeiter, Gebrauchtwagenverkäufer, Restaurantleiter und als freier Sportjournalist für den Fußballverein FC Wacker Innsbruck.
Laut seiner Biografie belegte er an der Universität Innsbruck Kurse in Politikwissenschaft, Philosophie, Soziologie, Volkswirtschaft, Geschichte und Rechtswissenschaften, schloss jedoch keinen Abschluss ab.
Im September 2013 gründete er den YouTube-Kanal El Nacional-Libertario (ursprünglich unter einem anderen Namen) mit über 100.000 Abonnenten, über den er seit November 2016 ein politisches Programm ausstrahlt, und veröffentlichte zudem eine von ihm produzierte Dokumentation über die Familiengeschichte des ehemaligen Armeebrigadiers Miguel Krassnoff Martchenko, betitelt „Die Kosaken und Miguel Krassnoff: die unerzählte Geschichte“.
2017 näherte er sich dem Politiker José Antonio Kast an, für den er in den sozialen Medien warb, und 2019 begann er seine politische Militanz in der von Kast gegründeten Republikanischen Partei.
Im Jahr 2021 zog er nach Chile, um bei den Parlamentswahlen für den 10. Distrikt als Kandidat der Republikanischen Partei zu kandidieren, wurde gewählt und trat drei Tage nach seiner Wahl als Abgeordneter aus der Partei aus. Seine Legislaturperiode begann am 11. März 2022.

### Ehe, Beziehungen und Kinder
Im Jahr 2022 heiratete er Ivette Avaria Vera, die 11 Jahre jünger ist als er und zuvor als Beraterin der UDI tätig war. Im Jahr 2023 wurde ihre gemeinsame Tochter Helena Josefina geboren. Sie sind orthodoxe Christen, nachdem sie in unterschiedlichen Phasen ihres Lebens konvertiert sind. Außerdem hat er zwei weitere Kinder, die vor der Ehe geboren wurden.

## Politische Karriere
Im Jahr 2021 kehrte er nach Chile zurück, um als Kandidat für die Abgeordnete in den Parlamentswahlen für die Republikanischen Partei im Bezirk Nr. 10 der Metropolregion Santiago anzutreten. Er erhielt 26.709 Stimmen, was zu seiner Wahl führte.
Am 24. November, drei Tage nach den Wahlen und im Kontext der Kampagne für die zweite Runde der Präsidentschaftswahlen, gab José Antonio Kast bekannt, dass Johannes Kaiser an das oberste Tribunal der Republikanischen Partei verwiesen werden solle, um seine Mitgliedschaft zu prüfen, aufgrund der Kontroverse, die entstand, nachdem ein 2018er Videoausschnitt viral ging, in dem Kaiser sarkastisch das Frauenwahlrecht für Wähler, die pro-Einwanderungsparteien stimmen, im Zusammenhang mit den sexuellen Übergriffen in Deutschland in den Jahren 2015 und 2016, wodurch er als „misogyn“ bezeichnet wurde. In Reaktion darauf kündigte der gewählte Abgeordnete seinen Austritt aus der Partei an. Jahre später erklärte er, dass er das Frauenwahlrecht nicht lächerlich machen wollte, sondern jene kritisierte, die „gegen ihre eigenen Interessen“ stimmen.
Am 11. März 2022 trat er sein Amt als Abgeordneter an und wurde Mitglied der ständigen Ausschüsse für Menschenrechte und indigene Völker; nationale Verteidigung; Innenverwaltung und Regionalisierung; sowie Ethik und Transparenz. Trotz seines Austritts aus der Partei blieb er in der Fraktion der Republikanischen Partei als Unabhängiger.
Am 9. September 2022 wurde seine Rückkehr in die Republikanischen Partei bekannt gegeben.
Beim Verfassungsreferendum 2023 erklärte Abgeordneter Kaiser, dass er mit der Option „Gegen“ stimmen werde, betonte jedoch, dass er nicht kampagnieren würde, aus Respekt vor der Partei (deren Führung sich für die Option „Dafür“ entschieden hatte), der er seinen Respekt zollte.
Später sanktionierte die Partei den Abgeordneten und entfernte ihn aus den legislativen Ausschüssen, weil er explizit gegen die von der Parteiführung beschlossene Option gestimmt hatte, – was zu seinem zweiten Austritt aus der Partei am 9. Januar 2024 führte, der zuvor am 2. Januar an den Parteivorsitzenden kommuniziert wurde.
Am 19. Februar 2024 gab er bei Radio Agricultura seine Absicht bekannt, als Präsidentschaftsvor-Kandidat anzutreten und an den mögliche Oppositionsvorwahlen 2025 teilzunehmen.

Logo der Nationallibertären Partei

Am 7. Juni desselben Jahres sammelte er die Unterschriften, um die Nationallibertären Partei beim Electoral Service of Chile zu registrieren, – ein Vorgang, der am 12. Juni desselben Monats offiziell wurde. Abgeordnete Gonzalo de la Carrera und Gloria Naveillán wurden Gründungsmitglieder der Partei, zusammen mit Cristóbal Urruticoechea Ríos und Leonidas Romero Sáez, insgesamt fünf Abgeordnete.
Obwohl erwartet wurde, dass Johannes Kaiser gemeinsam mit dem Kandidaten von Chile Vamos an den Vorwahlen für die chilenischen Präsidentschaftswahlen 2025 teilnimmt, wurde diese Option nach der Genehmigung des Rentenreformprojekts durch diese Koalition verworfen. Kaiser hat jedoch seine Bereitschaft bekundet, an einer Vorwahl mit Kandidaten des Christlich-Soziale Partei und der Republikanischen Partei teilzunehmen.